# Zoubida Assoul
Pour les articles homonymes, voir Assoul.
 (août 2024).
Zoubida Assoul, (berbère : ⵣⴱⵉⴷⴰ ⵄⵙⵓⵍ) née en 1956 à Tebessa, de Bir El-Ater, est une avocate et femme politique algérienne. Elle est présidente du parti Union pour le changement et le progrès (UCP) de 2013 à mai 2025.

## Biographie
Née en 1956 à Tébessa et issue de la tribu arabe des Ouled Sidi Abidh, elle est la fille d'Assoul Tebessi, un savant religieux. Zoubida Assoul est l'aînée d'une fratrie de six enfants (quatre filles et deux garçons). Après deux ans d'études primaires dans sa ville natale, elle déménage à Khenchela avec ses parents et ses grands-parents paternels.

### Formation
En 1976, Zoubida Assoul obtient un bac littéraire à Khenchela. Elle opte pour des études de droit et intègre l'université de Constantine dont elle sort diplômée en 1980 avec une licence en droit privé. Elle passe ensuite avec succès le concours de la magistrature.

### Carrière professionnelle
En 1982, Zoubida Assoul devient juge des familles à l’âge de 26 ans, où elle sera confrontée à la condition féminine.
En 1987, elle devient la première femme à être nommée cadre supérieure au ministère de la Justice. Une institution dans laquelle elle va occuper le poste de sous-directrice du département de protection des mineurs de la justice avant de devenir inspectrice jusqu'en 1993. En 1994, elle est nommée chargée des études au secrétariat général du gouvernement.

### Parcours politique

#### Parlementaire
Pour pallier « la vacance législative » et assurer « la continuité de l’État », à la suite de l’interruption du second tour des élections législatives prévu pour le 16 janvier 1992, l’Algérie a créé des institutions ad hoc à cette vacance du pouvoir, parmi elles le HCE, CCN et par la suite le CNT. Le Haut Comité d'État (HCE), un conseil présidentiel assurant le rôle et les prérogatives du chef de l’État après la démission de Chadli Bendjedid du poste de président de la République, décide de nommer un « Parlement désigné sans possibilité de légiférer ». C’est ainsi que fut créé le Conseil consultatif national (CCN), présidé, Rédha Malek, ancien ministre de l’Information et de la Culture, l’un des négociateurs des accords d’Evian côté FLN, qui deviendra par la suite ministre des Affaires étrangères puis membre du HCE, après l’assassinat de son compagnon d’armes au FLN, Mohamed Boudiaf. À la fin janvier 1994, le HCE et le CCN sont dissous.
En 1994, une Conférence de consensus national organisée par le chef de la Wilaya IV historique, Youcef Khatib, qui présidait à l’époque la Commission du dialogue national (CDN), est organisée. C’est à ce moment-là que Zoubida Assoul fait son entrée sur la scène politique. Cette conférence a abouti à la création puis l’installation, le 18 mai 1994, du Conseil national de transition (CNT), une version plus efficace que le CNN et pourvu d’un mandat de 3 ans, composé de 192 membres parmi lesquels ne figurait qu’une douzaine de femmes, dont Zoubida Assoul. Cette dernière travailla en étroite collaboration avec le chef de la Wilaya IV historique. L’objectif du CNT était, outre d’assurer les missions d’un Parlement, de chercher et trouver des solutions afin de créer les conditions les plus favorables à la sortie de la crise. Au sein du CNT, Zoubida Assoul occupa le poste de rapporteur de la Commission des affaires juridiques et ce, jusqu’à la fin du mandat du Conseil, en 1997, à la faveur de l’organisation d’élections législatives. Avec la fin de son mandat au CNT, Zoubida Assoul fut écartée, la même année, du ministère de la Justice avec sa mise à la retraite à l’âge de 41 ans seulement.

#### Conseillère du président du Conseil de la nation
En 2000, elle devient conseillère du président du Conseil de la nation, la chambre haute du Parlement. Elle démissionne en 2004.

#### Dans l'opposition

##### Au sein de l'Union pour le changement et le progrès
En 2006, elle est élue présidente de l'ONG Réseau des femmes juristes arabes. L'association, qui a pour but de former des femmes dirigeantes, est dirigée par Assoul jusqu'en 2009.
Le 29 septembre 2012, elle crée son parti politique : l'Union pour le changement et le progrès (UCP) qu'elle préside de 2013 au 31 mai 2025
En 2014, Zoubida Assoul est reçue par le Premier ministre Ahmed Ouyahia dans le cadre de consultations pour une nouvelle constitution.

##### Élection présidentielle de 2019
Elle est également la porte-parole de mouvement Mouwatana (Citoyenneté-Démocratie), créé le 6 juin 2018 avec des hommes politiques (comme Soufiane Djilali, Ahmed Benbitour et Ali Benouari), la militante Amira Bouraoui et l'avocat des droits humains Salah Debbouz. Ce mouvement rassemble deux formations : Jil Jadid et l’UCP. Au sein de ce mouvement, elle milite contre le cinquième mandat de Abdelaziz Bouteflika, et pour un État de droit et une rupture radicale avec l’actuel régime algérien.
Zoubida Assoul a déclaré dans une émission télévisée sa volonté de se présenter à l'élection présidentielle de 2019.
En février 2019, dans le cadre de l'élection présidentielle algérienne du 18 avril 2019, elle annonce le ralliement de l'UCP à la candidature d'Ali Ghediri (suspecté d'être le candidat de Toufik,) et elle n'est plus porte-parole de Mouwatana,.

##### Avocate du Hirak
Le 22 février 2019, des dizaines de milliers de personnes participent au Hirak pour s'opposer à un cinquième mandat d'Abdelaziz Bouteflika,. Assoul est elle-même arrêtée lors des premières marches.
Dès l’interdiction du drapeau berbères dans les manifestations et les arrestations qui ont suivi, elle s’est constituée gratuitement pour plus de 150 détenus d’opinion dans plus 40 wilayas[réf. nécessaire]. Durant le Hirak, comme défenseuse des droits de l'homme, elle fait partie d'une des figures du mouvement et a défendu de nombreux militants comme Mohamed Tadjadit, Nacer Meghnine, El Hadi Laassouli, Nabil Mellah, Rachid Nekkaz, Karim Tabbou, Lakhdar Bouregaa, Ali Ghediri, Ihsane El Kadi, faisant son apparition lors de plusieurs audiences lors de procès.
Elle a obtenu du juge lors du procès du détenu Tadjadit, qui se tenait à distance en raison du covid-19, d’afficher l’écran de la salle d'audience afin que tous les présents dans la salle puissent voir Mohamed Tadjadit et notamment ses parents.

##### Boycott des élections de 2021
En février 2021, Zoubida Assoul a proposé une feuille de route en appelant Abdelmadjid Tebboune à assainir la Constitution et convoquer des élections présidentielles anticipées, la présidente de l’UCP estime que la solution raisonnable à la crise politique actuelle que vit l’Algérie passera par l’organisation d’une élection présidentielle anticipée au cours de l’année 2022.
Le 27 mars 2021, Zoubida Assoul, annonce que l'UCP boycottera les élections législatives algériennes de 2021,. Le 22 avril 2021 l’UCP reçoit une mise en demeure de la part du ministère de l’Intérieur  de ce qui s'apparente à une attaque contre les partis politiques du Hirak comme le PST, le PT et le MDS qui ont reçu les mêmes mise en demeure. En janvier 2022, le Conseil d’État a débouté le ministère de l’Intérieur dans son action contre l’UCP qui garde son siège et son agrément, en attendant une décision sur le fond.
En avril 2022 elle est convoquée par la police pour avoir participé à une réunion officielle avec des représentants diplomatiques agréés par l’État algérien. Elle répond par un communiqué de presse dans lequel elle affirme que l’Algérie ne peut pas vivre en autarcie et elle défendra toujours la souveraineté de l’Algérie.

##### Élection présidentielle de 2024
Le 1er mars 2024, elle annonce sa candidature à l'élection présidentielle algérienne de 2024,. Estimant que le « boycott n'apporte rien », elle prône un changement par les urnes. 
À deux jours du scrutin, elle appelle au vote blanc pour empêcher la récupération de l'abstention par le système politique. Son appel est cependant critiqué par des citoyens, qui prônent l'abstention, et estiment que participer au scrutin revient à le légitimer. Par ailleurs, le vote blanc n'est pas reconnu en Algérie, et est confondu avec le vote nul. Toutefois, ce dernier, dont le taux a été de 18,25 % lors des élections législatives algériennes de 2012, n'est lui aussi pas comptabilité dans les suffrages exprimés.

## Prises de position
En 2015, elle déclare que son modèle est Houari Boumédiène.